# Łarysa Łatynina
Łarysa Semeniwna Dirij, po mężu Łarysa Łatynina (ukr. Лариса Семенівна Латиніна; ros. Лариса Семёновна Латынина, Łarisa Siemionowna Łatynina; ur. 27 grudnia 1934 w Chersoniu) – pochodząca z Ukrainy gimnastyczka, odnosząca sukcesy w barwach Związku Radzieckiego. Wielokrotna medalistka olimpijska.
Łatynina uchodzi za jedną z najwybitniejszych gimnastyczek w historii. Przez 48 lat do niej należał rekord zdobytych na igrzyskach olimpijskich medali – podczas trzech startów wywalczyła ich łącznie osiemnaście (dziewięć złotych). Na igrzyskach debiutowała w Melbourne w 1956, ostatni raz wystąpiła w Tokio 8 lat później.

## Początki
Urodziła się jako Łarysa Dirij. Jej rodzicami byli Siemion Andriejewicz Dirij, uczestnik II wojny światowej poległy podczas oblężenia Stalingradu (1906-1943) i Piełagieja Anisimowna Barabaniuk (1902-1975).
Początkowo chciała zostać baletnicą (marzyła o angażu w Teatrze Bolszoj), rozpoczęła bowiem naukę choreografii w rodzinnym Chersoniu pod okiem Nikołaja Stesso. Kiedy miała 11 lat, szkoła tańca została zamknięta i Łatynina podjęła się treningów gimnastycznych (jej pierwszym trenerem był Michaił Sotniczenko). W latach 1944–1953 uczyła się w szkole nr 14 w Chersoniu. W 1950 wystąpiła na uczniowskich mistrzostwach ZSRR w Kazaniu, które były dla niej nieudane. Rok później zwyciężyła w uczniowskich mistrzostwach ZSRR. W 1951 roku jako pierwsza osoba z Chersonia otrzymała tytuł Mistrza Sportu ZSRR. Ukończyła szkołę z wyróżnieniem i wraz z matką przeniosła się do Kijowa, gdzie wstąpiła do Kijowskiego Uniwersytetu Wychowania Fizycznego i Sportu. Jej trenerem był wtedy Aleksander Miszakow.
W tym samym roku została powołana na Światowy Festiwal Młodzieży i Studentów w Bukareszcie. Wygrała tam swoje pierwsze zawody na szczeblu międzynarodowym.

## Przebieg kariery

### Pierwsze sukcesy
W 1954 roku debiutowała na seniorskich mistrzostwach ZSRR, zdobyła na nich brązowy medal w ćwiczeniach na równoważni, ponadto zajęła czwarte miejsce w skoku i 16. miejsce w wieloboju.  W 1954 roku zadebiutowała na dużej imprezie, jaką były mistrzostwa świata w Rzymie. Na turnieju rozgrywanym pod gołym niebem, Łatynina osiągnęła swój pierwszy sukces zdobywając złoto w wieloboju drużynowym, w wieloboju indywidualnym była czternasta. Rok później została multimedalistką mistrzostw ZSRR, osiągając cztery srebra i brąz. W Pucharze ZSRR osiągnęła czwartą lokatę. Pojawiła się także na zawodach gimnastycznych w Warszawie, gdzie uzyskała pierwsze miejsce w wieloboju (zarówno indywidualnie jak i drużynowo).
Również w 1956 roku zdobywała dwukrotnie mistrzostwo ZSRR (ćw. na podłodze, skok), ponadto wygrała zawody wielobojowe rozgrywane w ramach Pucharu ZSRR (Baku) i zawody międzynarodowe w Kijowie. Na swoich pierwszych igrzyskach olimpijskich (Melbourne 1956) wystąpiła w siedmiu konkurencjach. Zdobyła cztery złote medale (wielobój indywidualny, wielobój drużynowy, ćwiczenia na podłodze, skok) i srebrny medal w ćwiczeniach na poręczy. Uzyskała brązowy medal w drużynowych ćwiczeniach z przyborami, czyli konkurencji, która była rozgrywana na igrzyskach po raz ostatni. Wystąpiła również w ćwiczeniach na równoważni, w których zajęła czwarte miejsce ex aequo z Anną Marejkovą z Czechosłowacji. W trakcie jej olimpijskich startów była to jedyna konkurencja, w której nie zdobyła medalu. Wraz z węgierską gimnastyczką Ágnes Keleti zdobyła sześć medali, pod względem ilości zdobytych krążków były one najlepszymi zawodniczkami na olimpiadzie w Sydney (Keleti zdobyła cztery złota i dwa srebra).
W 1957 wystartowała na pierwszych mistrzostwach Europy. Był to pierwszy turniej tak wyraźnie zdominowany przez radziecką gimnastyczkę, bowiem wygrała ona wszystkie pięć konkurencji. W mistrzostwach kraju wygrała jednak tylko w ćwiczeniach na podłodze.
W lipcu 1958 roku zdobyła pięć złotych medali na mistrzostwach świata, będąc w czwartym miesiącu ciąży ze swoją córką Tanią (która urodziła się w grudniu tego samego roku). Złota nie wygrała tylko w ćwiczeniach na podłodze, w których została pokonana przez czechosłowacką sportsmenkę Evę Bosákovą. Swoją dyspozycję potwierdziła na mistrzostwach ZSRR, na których wygrała trzy konkurencje.

### Po powrocie

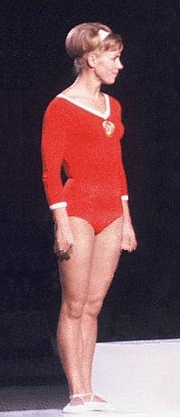
Łarysa Łatynina na IO 1964

Po urodzeniu córki miała kilkumiesięczną przerwę w startach. Powracając w 1959 zajęła drugie miejsce w skoku na mistrzostwach kraju, brała także udział w zawodach międzypaństwowych ZSRR-NRD, w których zajęła trzecie miejsce w wieloboju i pierwszą pozycję drużynowo.
W kolejnych igrzyskach olimpijskich zdobyła medale we wszystkich konkurencjach (trzy złota, dwa srebra, jeden brąz), wśród kobiet była jedyną zawodniczką, która stała na podium we wszystkich konkurencjach. Czterokrotna medalistka mistrzostw Związku Radzieckiego 1960 (w tym raz złota), druga w Pucharze ZSRR.
Rok 1961 to dla Łatyniny rok, w którym wygrała dwa złota i dwa srebra na mistrzostwach Europy w Lipsku, osiągnęła dwa złota, srebro i dwa brązy na czempionacie krajowym i zwyciężyła w Pucharze ZSRR. Brała także udział w zawodach międzypaństwowych ZSRR kontra Stany Zjednoczone. W Pensylwanii zwyciężyła w skoku, ćwiczeniach na podłodze i w wieloboju drużynowym (indywidualnie była druga), zaś w Moskwie zwyciężyła zarówno indywidualnie jak i drużynowo.
W 1962 w Pradze zdobyła trzy złota, dwa srebra i brąz podczas kolejnych w jej karierze mistrzostw świata. Dwukrotna mistrzyni kraju, druga w Pucharze ZSRR. W 1963 była trzykrotną medalistką mistrzostw krajowych (jednak ani razu nie wygrała).
Podczas swoich ostatnich igrzysk ponownie osiągnęła podia we wszystkich sześciu konkurencjach (po dwa medale złote, srebrne i brązowe). Żaden sportowiec nie zdobył w Tokio tyle medali co Łatynina. Uczestniczyła w ceremonii zamknięcia:

Gdy flaga olimpijska została opuszczona – wiedziałam, że były to moje ostatnie igrzyska i nigdy więcej nie przeżyję takich chwil.

W roku olimpijskim wystąpiła w zawodach międzynarodowych ZSRR-Szwecja. Radzieckie gimnastyczki wygrały te zawody (indywidualnie była czwarta). Również w tym samym roku po raz ostatni w swojej karierze zdobyła mistrzostwo ZSRR (zwyciężyła w ćwiczeniach na poręczy).

### Ostatnie lata kariery
Mistrzostwa Europy w Sofii były ostatnimi w jej karierze. Pomimo zbliżającego się końca kariery, zawodniczka z Chersonia zdobyła medale we wszystkich pięciu konkurencjach. Nie wygrała jednak żadnej, gdyż wszystkie złote medale zgarnęła Czechosłowaczka Věra Čáslavská. Na krajowym czempionacie zajęła siódme miejsce w wieloboju.
1966 rok był ostatnim w zawodowej karierze Łatyniny. Jej największym sukcesem z tego roku jest wicemistrzostwo świata w wieloboju drużynowym (indywidualnie zajęła 11. pozycję). Została także brązową medalistką mistrzostw ZSRR w ćwiczeniach na poręczy, była piąta w Pucharze ZSRR.

## Kariera trenerska
W latach 1966–1977 trenerka reprezentacji ZSRR w gimnastyce kobiet. Na tym polu również odnosiła spore sukcesy, jej podopieczne wielokrotnie zdobywały tytuły mistrzowskie na międzynarodowych imprezach, w tym na igrzyskach olimpijskich w Meksyku, Monachium i Montrealu. Opiekowała się m.in. takimi zawodniczkami jak: Ludmiła Turiszczewa, Lubow Burda, Olga Karasiowa, Łarisa Pietrik, Natalja Kuczinska, Zinaida Woronina, Olga Korbut, Tamara Łazakowicz, Nelli Kim, Elwira Saadi.
Na igrzyskach w Montrealu sukcesy odnosiła Rumunka Nadia Comăneci, która zdobyła trzy złote medale (tyle samo co cała reprezentacja ZSRR). Działaczom radzieckim nie spodobało się, że ich gimnastyczki przegrywały z zawodniczką z Rumunii, oskarżali Łatyninę m.in. o przestarzałe metody treningowe. W 1977 zrezygnowała z pełnienia funkcji trenerki kadry narodowej.

## Dalsza działalność

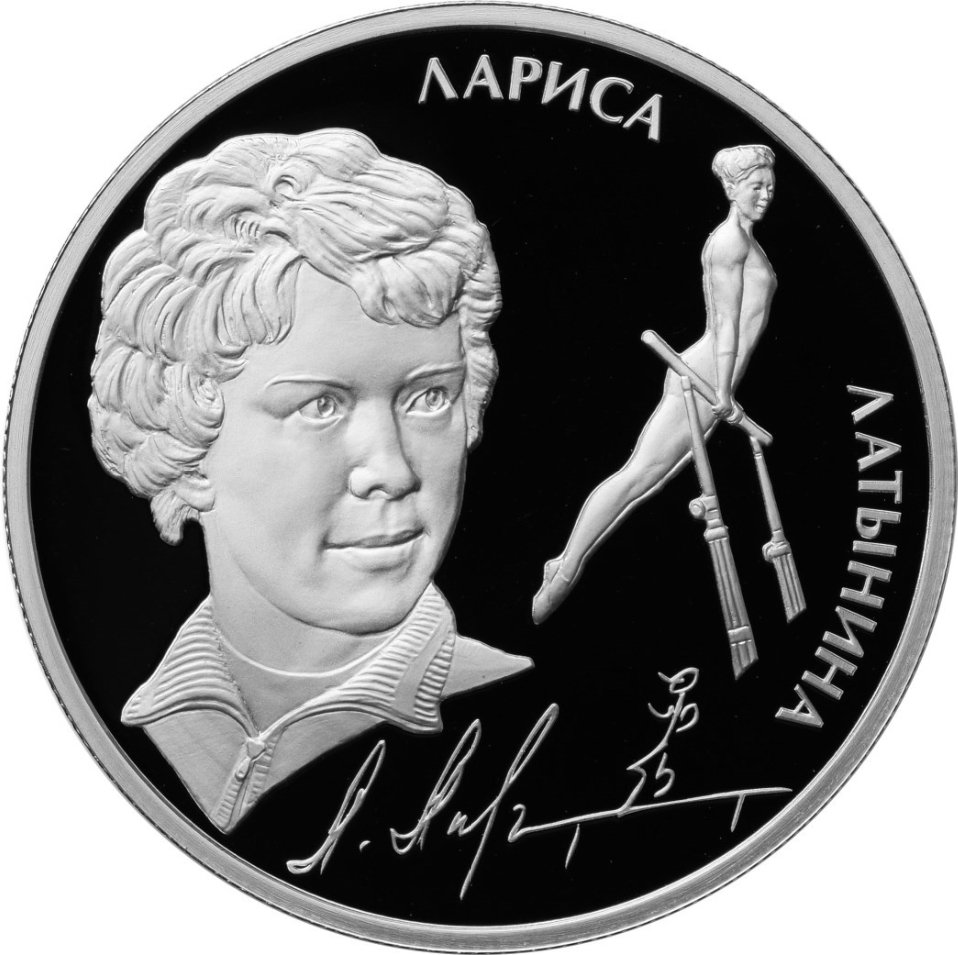
Pamiątkowa moneta wydana przez Bank Rosji, przedstawiająca Łatyninę

Konflikty z działaczami sportowymi nie przeszkodziły jej w działalności w Komitecie Organizacyjnym Letnich Igrzysk Olimpijskich 1980, odpowiedzialnym za przygotowanie i przeprowadzenie zawodów olimpijskich w gimnastyce. Pracowała następnie jako działaczka sportowa w Moskwie.
W latach 1990–1992 pracowała w fundacji Физкультура и здоровье. W okresie od 1997 do 1999 była zastępcą dyrektora w rosyjsko-niemieckim przedsiębiorstwie.  Od 1991 roku jest członkinią Związku Rosyjskich Sportowców.
Autorka książek: Солнечная молодость (1958), Как зовут эту девочку (1974), Равновесие (1975), Гимнастика сквозь годы (1977), Команда (1977).
W 1998 została uhonorowana miejscem w International Gymnastics Hall of Fame.

## Życie prywatne
Łatynina trzykrotnie wychodziła za mąż. Jej pierwszym mężem został w 1955 roku Iwan Iljicz Łatynin, z którym miała córkę Tanję (ur. w 1958). Będąc w czwartym miesiącu ciąży, Łatynina wystartowała na mistrzostwach Europy 1958, na których zdobyła pięć tytułów mistrzowskich. Mężem jej córki jest Rostislav Ordovsky-Tanaevsky Blanco, wenezuelski biznesmen pochodzenia rosyjskiego. Mają oni dwóch synów – Konstantina i Wadima.
Łatynina miała też nieżyjącego już syna Andrieja.
W związku małżeńskim z Iwanem była do 1968 roku.

Zostawiłam mojego męża dla człowieka, o którym nie chcę nawet pamiętać.

Wyszła za mąż po raz drugi, jednak Łatynina niechętnie wypowiada się o tym małżeństwie. Jej trzecim małżonkiem jest od 1985 roku Jurij Izrailewicz Feldman (ur. 1938), doktor nauk technicznych.

## Odznaczenia i tytuły

### ZSRR
- 1951 – Mistrz Sportu ZSRR[6],
- 1957 – Order Lenina[6][16],
- 1957 – Zasłużony Mistrz Sportu ZSRR[16],
- 1960, 1965, 1972 – Order „Znak Honoru”[16],
- 1972 – Zasłużony Trener ZSRR[16],
- 1980 – Order Przyjaźni Narodów[16].

### Rosja
- 1999 – Order Honoru[22],
- 2004[23], 2010[24], 2015[25] – Order „Za zasługi dla Ojczyzny” (odpowiednio: IV, III i II stopnia).

### Ukraina
- 2002 – Order Księżnej Olgi[26].

### Międzynarodowe
- 1990 – Order Olimpijski[27][16].